# フォトルミネセンス

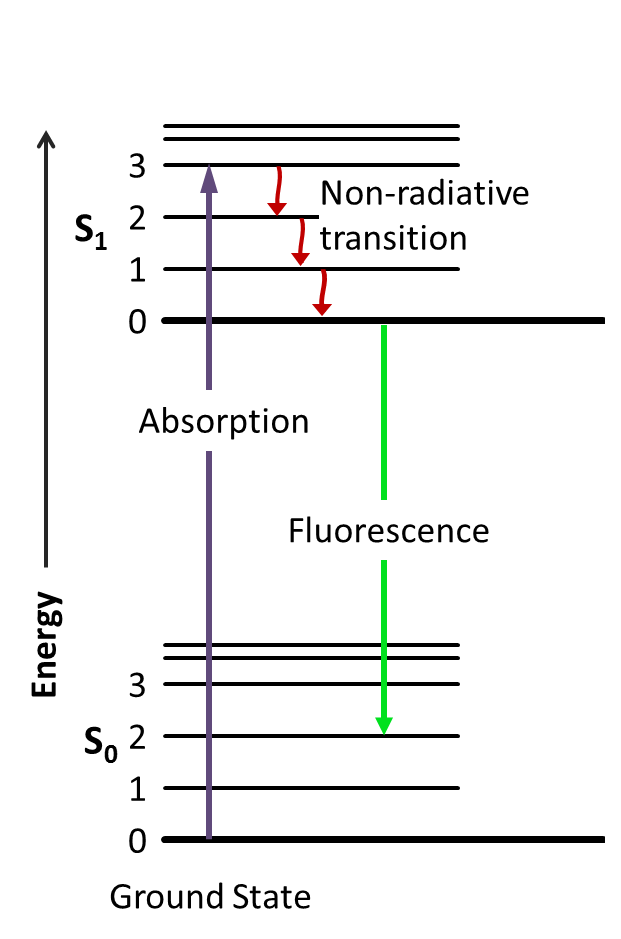
フォトルミネセンス（蛍光物質）のメカニズム

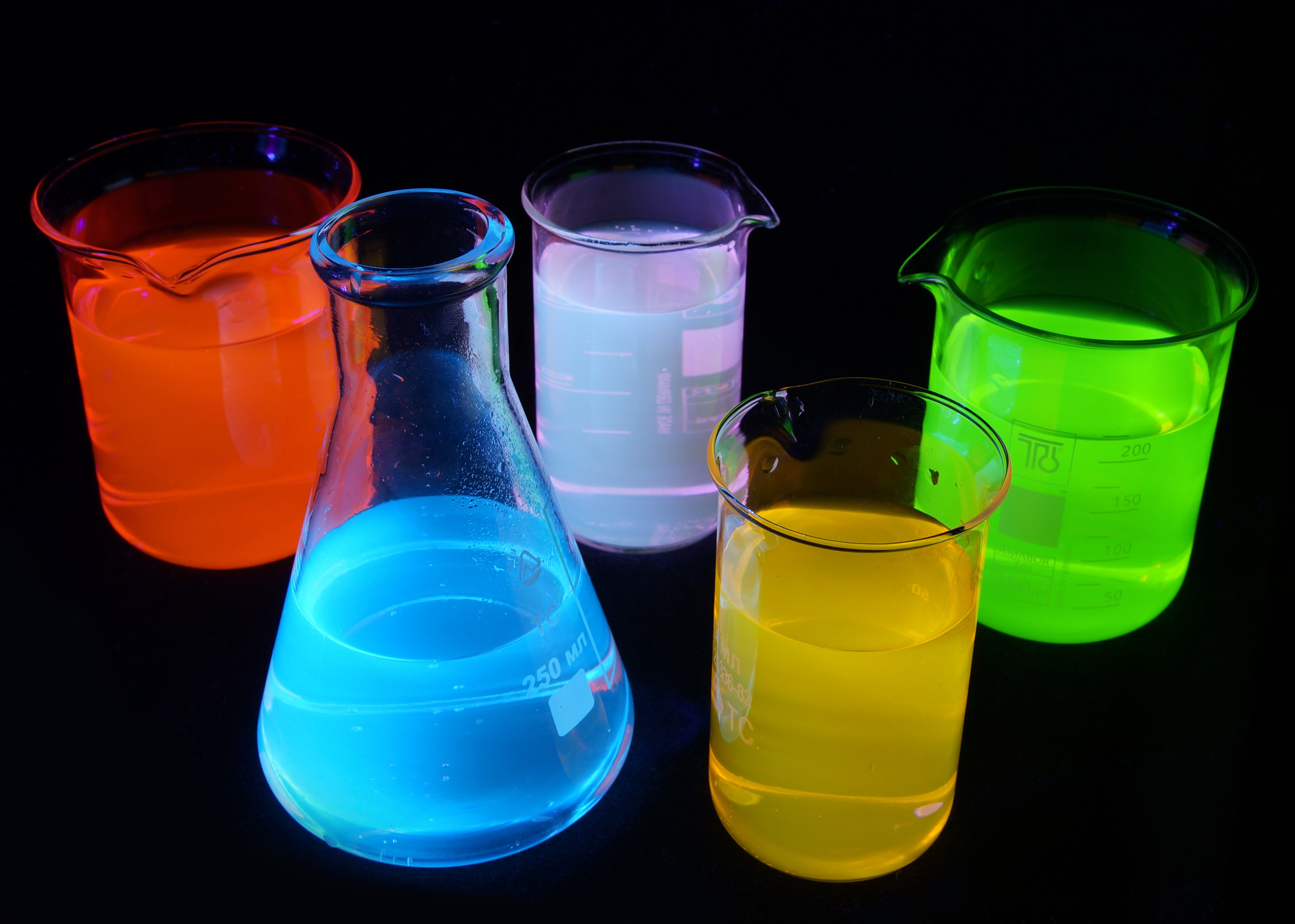
ブラックライト照射による蛍光物質のフォトルミネセンス

フォトルミネセンス（英: photoluminescence; PL）または光ルミネセンス（ひかりルミネセンス）とは、物質が光（フォトン）を吸収した後、光を再放出する過程である（反射とは異なる）。蛍光物質や蓄光（燐光）物質に紫外線など高いエネルギーを持つ光を照射すると吸光し、励起状態（不安定な状態）となる。その状態から基底状態（安定な状態）に戻ろうとする時に放出する光（可視光など）および現象をいう。すなわち、電磁波照射によるルミネセンス（光エネルギーを与えた場合に発光する現象）のことである。
一方、半導体においても条件によりPLが生じる。半導体は禁制帯よりも高いエネルギーを持つ光を照射すると、熱平衡状態よりも過剰の電子・正孔対が形成される。それらが平衡状態に戻ろうとするときの再結合過程において光を放出する現象をいう。
ただし、半導体を用いたLEDは実用的にはエレクトロルミネセンスによる発光であり、また半導体を用いたpn接合型太陽電池はフォトダイオードが光を吸収して電力に変換するものである（光起電力効果）。半導体のPLは性能の評価手法（物質中の欠陥や不純物の程度）の1つである。